# Diego Uribe Vargas
Diego Uribe Vargas (Bogotá, 1 de noviembre de 1931-Bogotá, 12 de agosto de 2022) fue un político, diplomático y escritor colombiano.
Ejerció como Ministro de Relaciones Exteriores durante el gobierno de Julio César Turbay.

## Biografía
Diego Uribe nació el 1 de noviembre de 1931 en el hogar formado por Gustavo Uribe Ramírez y Elena Vargas Ángel. Realizó estudios de bachillerato en el Liceo de Cervantes, estudió Jurisprudencia en la Universidad del Rosario. Doctor honoris causa de la Universidad Sung Kwan de Corea del Sur. Profesor visitante de la Universidad Complutense de Madrid, Universidad Central de Quito, Universidad Central de Venezuela, Universidad Autónoma de México. Docente de la Academia de Derecho Internacional de La Haya y la Academia Andrés Bello. También ha sido docente emérito de la Universidad Nacional. Fundador de la Facultad de Relaciones Internacionales de la Universidad Jorge Tadeo Lozano.
Se casó con Emma Gaviria en julio de 1961.

## Trayectoria
Ejerció como diputado y secretario de gobierno de Cundinamarca y posteriormente se vinculó al servicio exterior del país, ejerciendo como miembro de diversas delegaciones diplomáticas. Fue Representante a la Cámara y Senador y ejerció entre 1978 y 1981 como Ministro de Relaciones Exteriores, en el gobierno de  Julio César Turbay, en la que tuvo que lidiar con la Toma de la embajada de la República Dominicana, realizada por el Movimiento 19 de abril (M-19)
En 1991 fue miembro de la Asamblea Nacional Constituyente por el Partido Liberal Colombiano.
Miembro del Curatorium de La Haya desde 1990  hasta 2008.

## Obras
El referéndum; Las constituciones en Colombia: historia, crítica y textos; Los derechos humanos y el sistema interamericano; El panamericanismo democrático; "Los mares de Colombia"; "Los últimos derechos de Colombia sobre el Canal de Panamá"; "La paz es una tregua"; "Derecho Ambiental"; "estructura constitucional para el cambio"; "Colombia y la Diplomacia Secreta 'gestiones para implementar la monarquía'".